# Damírov
Damírov (německy Damirow) je malá vesnice, část obce Zbýšov v okrese Kutná Hora. Nachází se asi dva kilometry západně od Zbýšova. Damírov je také název katastrálního území o rozloze 2,88 km².

## Historie
První písemná zmínka o vesnici pochází z roku 1378.

## Pamětihodnosti
- Socha svatého Jana Nepomuckého (kulturní památka[4]

## Fotogalerie

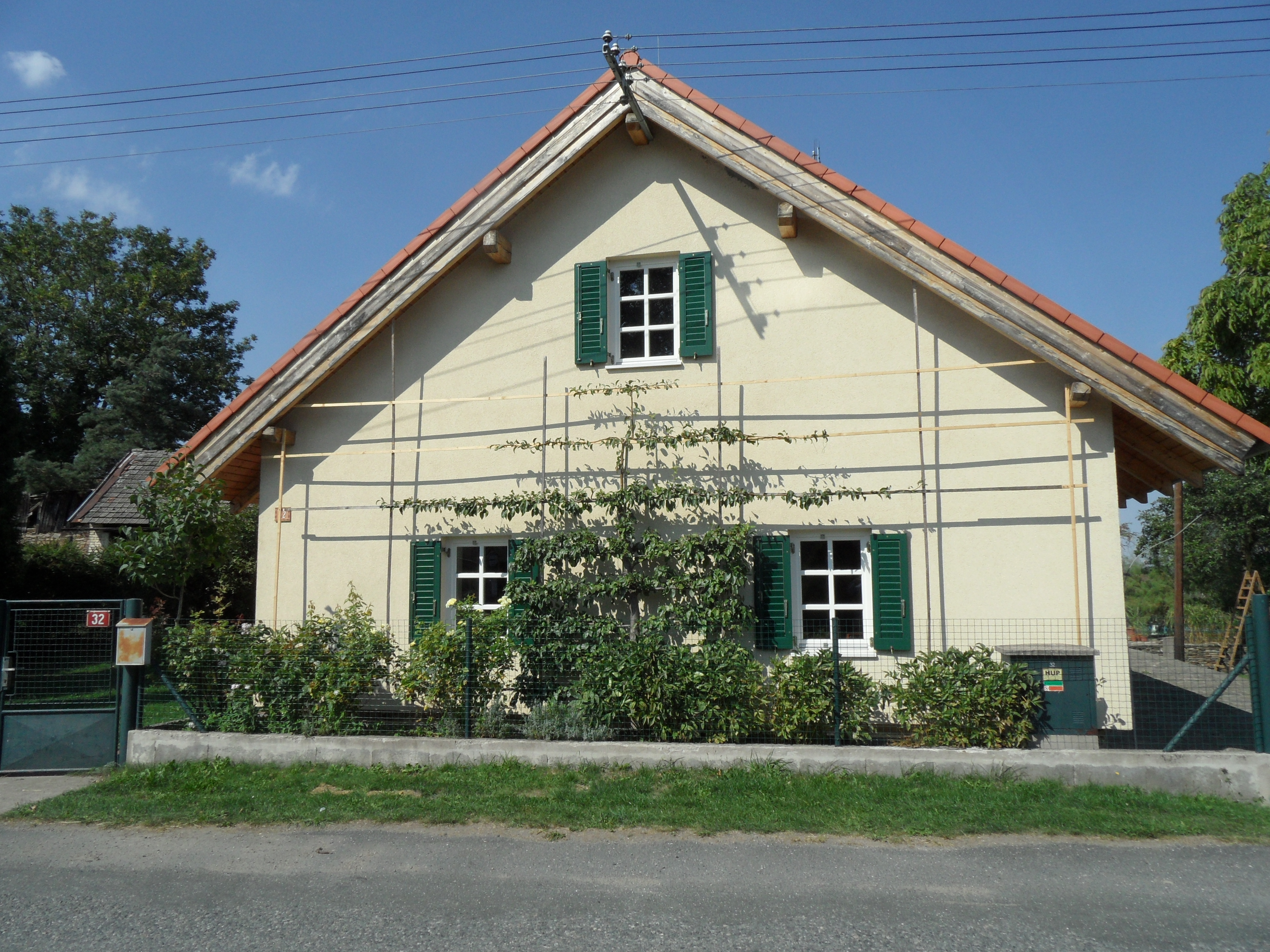
Dům s popínavými rostlinami
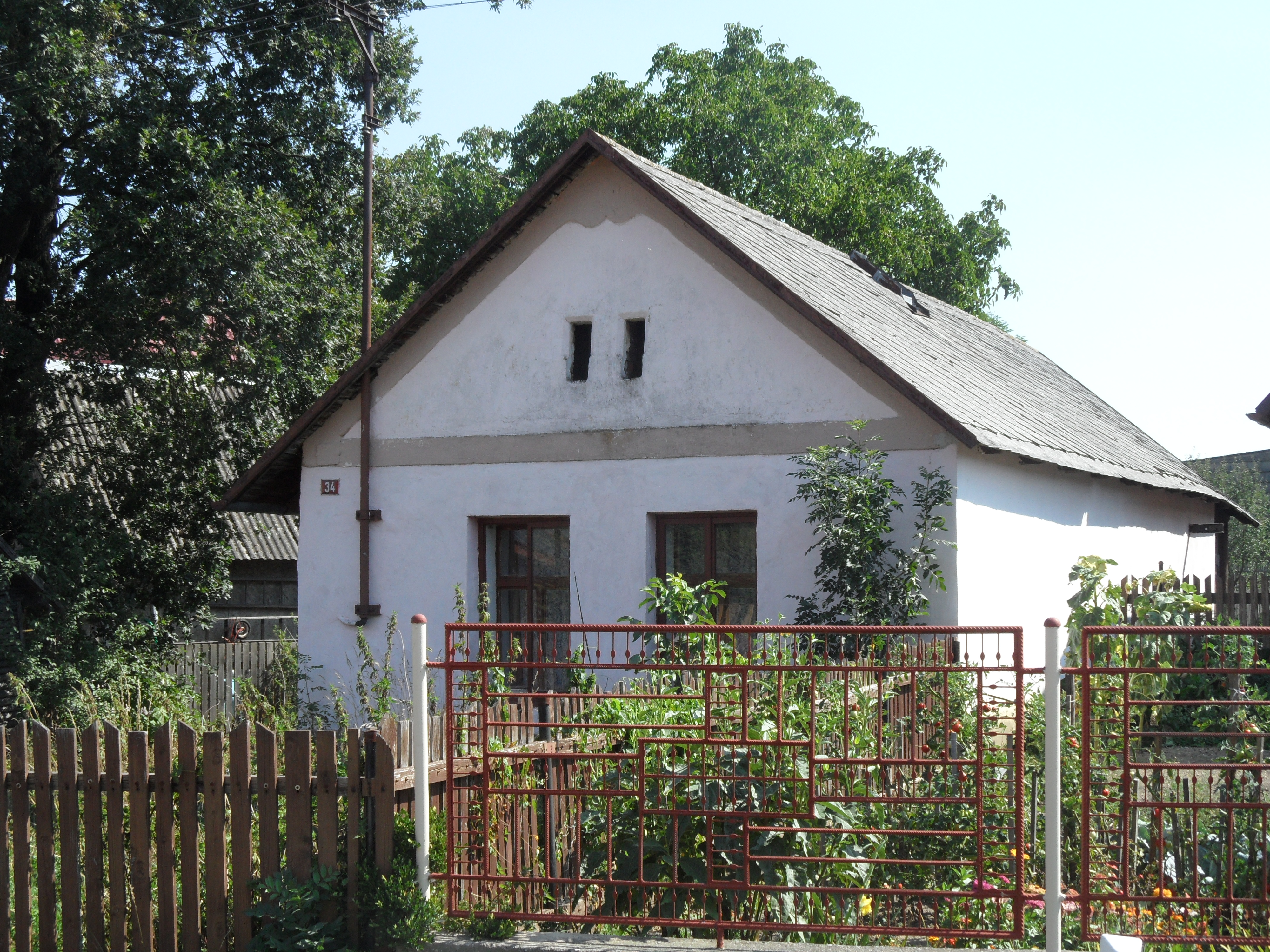
Dům čp. 34
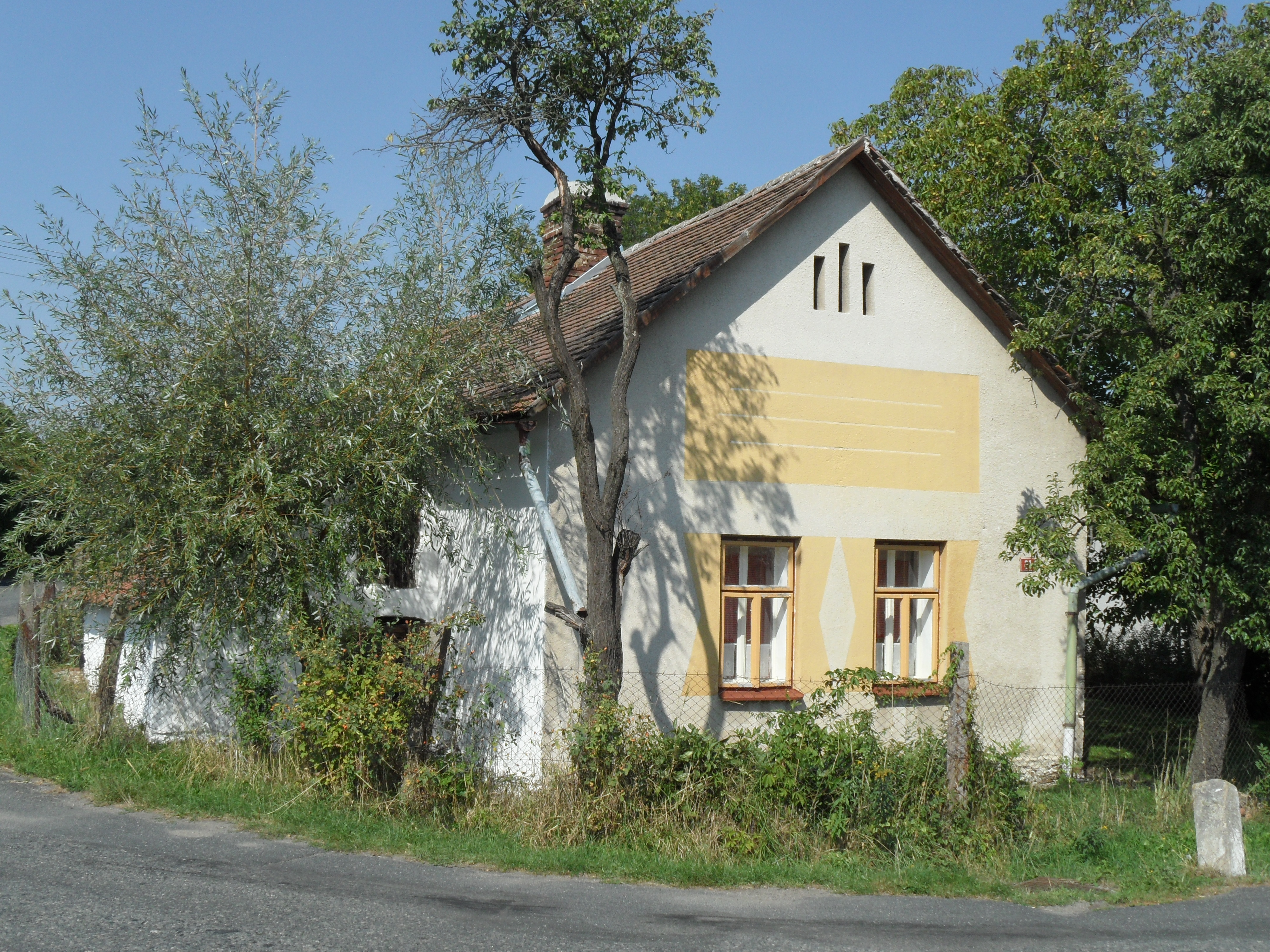
Dům u zatáčky
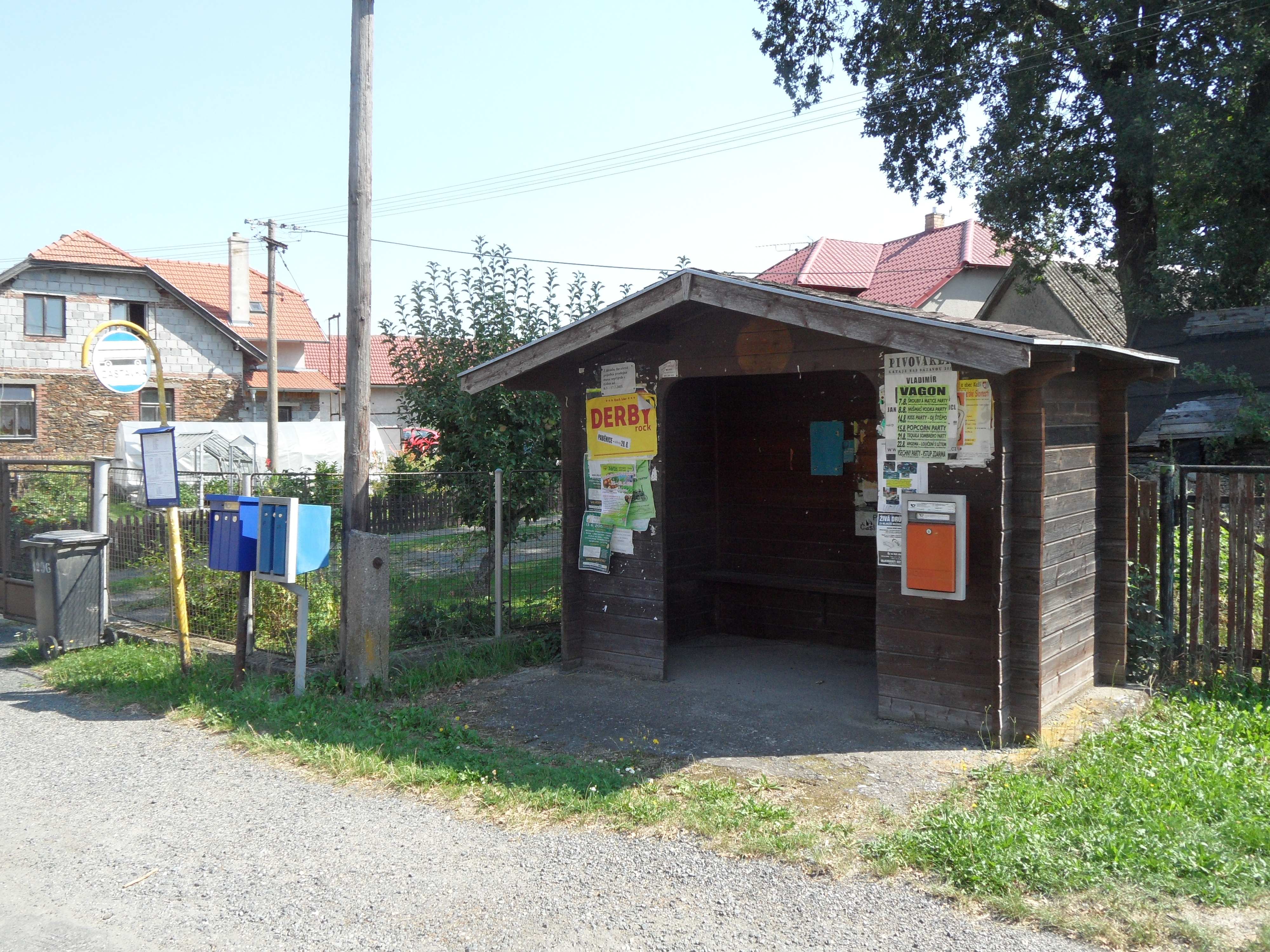
Autobusová zastávka